# تپه پشته اوستا
تپه پشته اوستا مربوط به دورهٔ اسلامی تا دورهٔ قاجاری است و در شهرستان زیرکوه، یک کیلومتری غرب روستای فندخت واقع شده و این اثر در تاریخ ۲۷ آبان ۱۳۸۵ با شمارهٔ ثبت ۱۶۴۴۷ به‌عنوان یکی از آثار ملی ایران به ثبت رسیده است.